# Angiografia por ressonância magnética

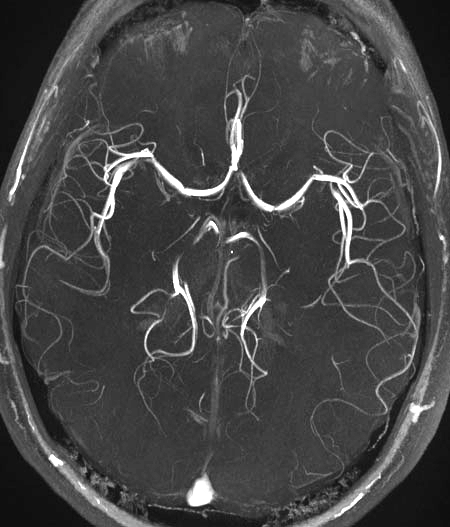
Time-of-flight MRA ao nível do Círculo de Willis.

A angiografia por ressonância magnética ( ARM ) é um grupo de técnicas baseadas na ressonância magnética (MRI) para a imagem dos vasos sanguíneos. A angiografia por ressonância magnética é usada para gerar imagens de artérias (e menos comumente veias) para avaliá-las quanto a estenose (estreitamento anormal), oclusões, aneurismas (dilatações da parede dos vasos, com risco de ruptura) ou outras anormalidades. A ressonância magnética é frequentemente usada para avaliar as artérias do pescoço e do cérebro, a aorta torácica e abdominal, as artérias renais e as pernas (o último exame é frequentemente chamado de "run-off").

## Angiografia dependente de fluxo
Time-of-flight (TOF) ou angiografia de fluxo, usa um tempo de eco curto e compensação de fluxo para tornar o fluxo de sangue muito mais brilhante do que o tecido estacionário. À medida que o sangue fluindo entra na área sendo visualizada, ele vê um número limitado de pulsos de excitação, portanto não fica saturado, o que dá a ele um sinal muito mais alto do que o tecido estacionário saturado. Como esse método depende do fluxo sanguíneo, áreas com fluxo lento (como grandes aneurismas) ou fluxo no plano da imagem podem não ser bem visualizados. Isso é mais comumente usado na cabeça e pescoço e fornece imagens detalhadas de alta resolução. É também a técnica mais comumente utilizada para avaliação angiográfica de rotina da circulação intracraniana em pacientes com acidente vascular cerebral isquêmico.

## ARM de contraste de fase

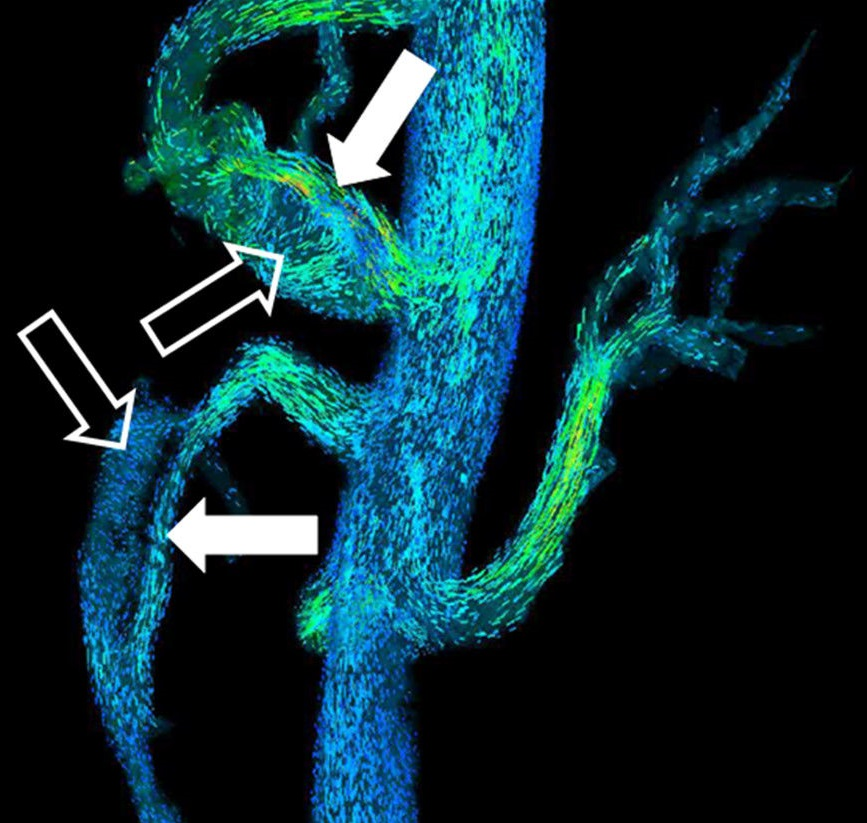
Reconstrução de projeção isotrópica (VIPR) amplamente subamostrada de uma sequência de ressonância magnética de contraste de fase (PC) de um homem de 56 anos com dissecções da artéria celíaca (superior) e da artéria mesentérica superior (inferior). O fluxo laminar está presente no lúmen verdadeiro (seta fechada) e o fluxo helicoidal está presente no lúmen falso (seta aberta).

O contraste de fase (PC-MRA) pode ser usado para codificar a velocidade do sangue em movimento na fase do sinal de ressonância magnética.  O método mais comum usado para codificar a velocidade é a aplicação de um gradiente bipolar entre o pulso de excitação e a leitura. Um gradiente bipolar é formado por dois lóbulos simétricos de área igual. É criado ativando o gradiente do campo magnético por algum tempo e, em seguida, alternando o gradiente do campo magnético para a direção oposta pelo mesmo período de tempo. Por definição, a área total (momento 0) de um gradiente bipolar, {\displaystyle G_{\text{bip}}}, é nulo:
{\displaystyle \int G_{\text{bip}}\,dt=0} (1)
O gradiente bipolar pode ser aplicado ao longo de qualquer eixo ou combinação de eixos, dependendo da direção ao longo da qual o fluxo deve ser medido (por exemplo, x). {\displaystyle \Delta \Phi }, a fase acumulada durante a aplicação do gradiente, é 0 para spins estacionários: sua fase não é afetada pela aplicação do gradiente bipolar. Para spins movendo-se com uma velocidade constante, {\displaystyle v_{x}}, ao longo da direção do gradiente bipolar aplicado:
{\displaystyle \Delta \Phi =\gamma v_{x}\Delta m_{1}} (2)